# NGC 182
NGC 182 é uma galáxia espiral barrada (SBa) localizada na direcção da constelação de Pisces. Possui uma declinação de +02° 43' 43" e uma ascensão recta de 0 horas, 38 minutos e 12,4 segundos.
A galáxia NGC 182 foi descoberta em 25 de Dezembro de 1790 por William Herschel.